# Edma Morisot
Marie Edma Caroline Morisot-Pontillon, conocida como Edma Morisot, (francés: [mɔʁizo]) (Valenciennes, 1839-París, 1921), fue una artista francesa y la hermana mayor de la pintora impresionista Berthe Morisot.

## Primeros años y educación
Criada en gran parte en París, recibió, como sus hermanas Yves y Berthe, una educación burguesa que incluyó piano y dibujo. La madre animó a las tres hijas a dibujar, y las hizo estudiar con el pintor neoclásico Geoffroy Alphonse Chocane en 1857. Edma y Berthe quisieron continuar con su formación, por lo que recibieron lecciones del respetado pintor Joseph Guichard, un antiguo alumno de Jean-Auguste-Dominique Ingres. En la biografía de Berthe Morisot que escribió Armand Forreau en 1925, se dice que Guichard advirtió a la madre de ambas:
Con naturalezas como las de sus hijas mi enseñanza no les conferirá más que el escaso talento de la gentileza, ellas serán pintoras. ¿Tiene usted idea de lo que eso significa? Esto sería una revolución en medio de su mundo burgués.
Guichard animó a las jóvenes a copiar pinturas en el Louvre, que visitaron acompañadas por su madre. Allí conocieron al artista Félix Bracquemond en 1859, que les presentó a Henri Fantin-Latour. Las hermanas Morisot pronto se cansaron de copiar a los viejos maestros, y en 1860 comenzaron a estudiar con el pintor de Barbizon Jean-Baptiste Camille Corot, que les enseñó a pintar al aire libre. En 1863 Corot estaba demasiado ocupado para seguir instruyéndolas, y Edma y Berthe quedaron bajo la tutela de otro pintor de Barbizon, Achille François Oudinot. Más tarde, las hermanas rompieron amargamente con Oudinot y luego se refirieron a Corot como su maestro, quien les presentó a varios artistas, incluido Édouard Manet.

## Carrera profesional

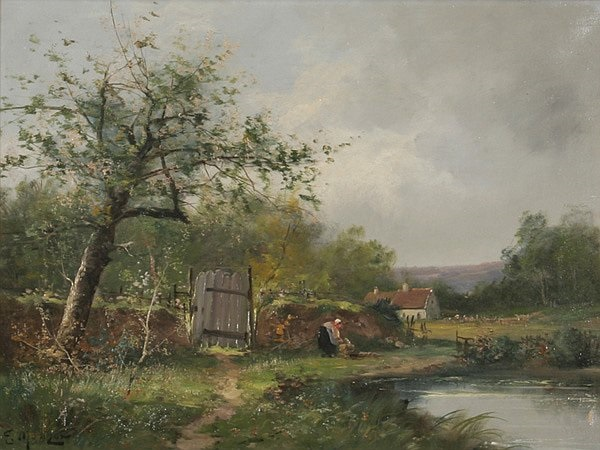
Paisaje primaveral con campesina en un estanque.

Las pinturas de paisajes estuvieron fuertemente influidas por el estilo de Barbizon de sus instructores, como Corot. Morisot pintó numerosos paisajes, pero en 1863 también se dedicó al retrato. Ese año, pintó un notable retrato de su hermana Berthe (ahora en una colección privada), que la muestra concentrada frente a su lienzo.
En 1864 presentó dos pinturas al Salón anual que fueron aceptadas. También fueron aceptadas las que envió en 1865, 1866, 1867 y 1868. En 1867 envió también tres pinturas a una exposición provincial en Burdeos, una de las muchas organizadas por las asociaciones artísticas. Las hermanas vendieron, o al menos intentaron vender, pinturas a través de Alfred Cadart. Sus pinturas, que ahora residen en colecciones privadas, consisten en gran parte en paisajes y retratos.

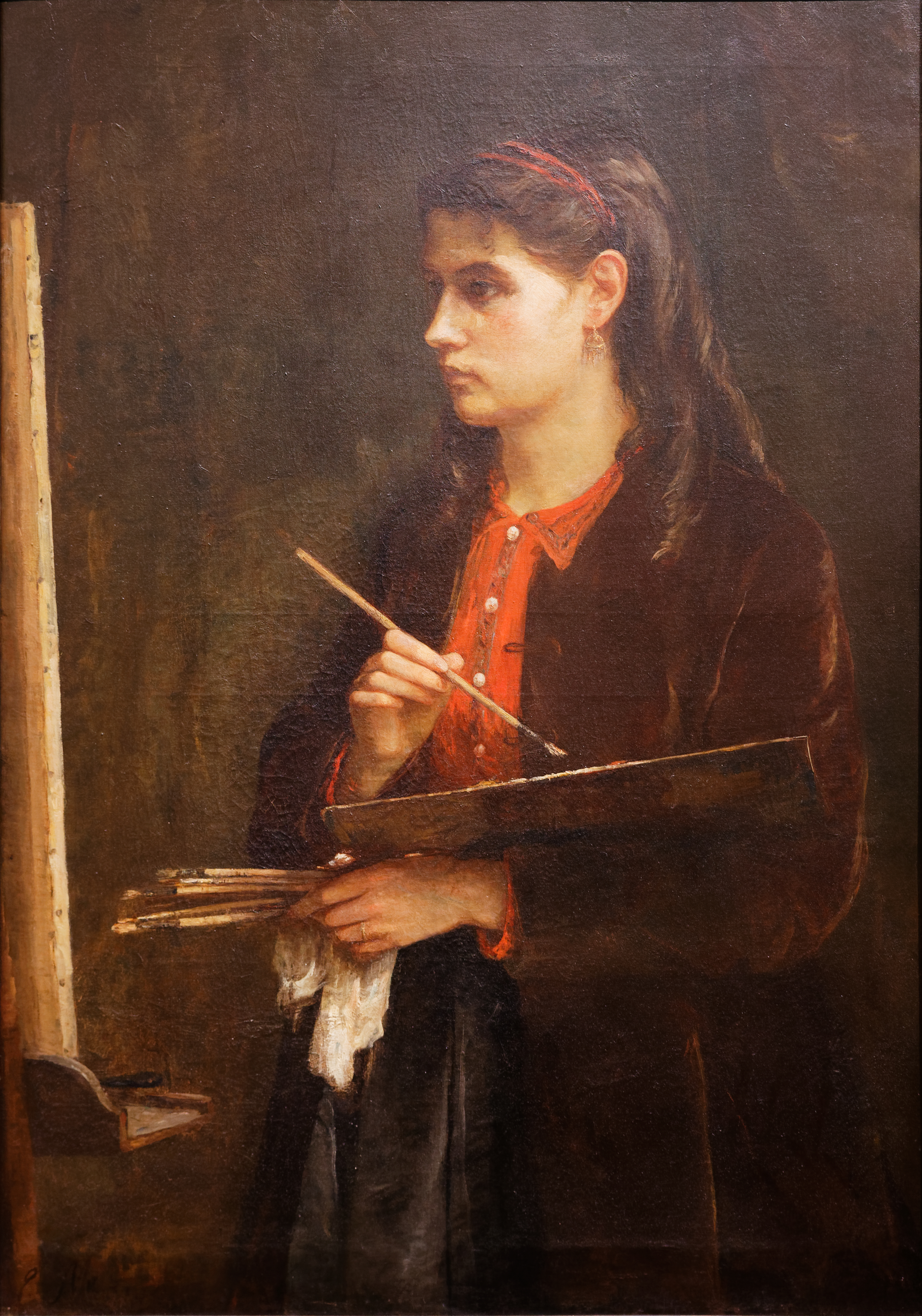
Retrato de Berthe Morisot pintado por Edma Morisot (1863)

### Relación con Berthe Morisot
Las dos hermanas estuvieron muy unidas en su juventud, apoyándose y criticándose constructivamente una a la otra mientras se desarrollaban como pintoras. «En sus años cruciales de formación Berthe dependía sobre todo de su hermana. Detrás de Berthe Morisot estaba Edma Morisot». Un retrato de Berthe realizado por Edma en 1863 es probablemente la imagen más antigua de Berthe que se conserva. Se sabía que las dos hermanas viajaban juntas, exhibían juntas y, a menudo, pintaban una al lado de la otra. Las dos mujeres, grandes amigas y compañeras durante doce años, sintieron profundamente la separación provocada por el matrimonio de Edma. El papel de confidente y apoyo que representó para su hermana Berthe fue sustituido, en sus años maduros, por Eugène Manet, el hermano de Édouard Manet, con quien Berthe se casó en 1874.
A lo largo de su vida, hizo de modelo a menudo para las pinturas de su hermana y se la puede ver en los trabajos:
- Edma Morisot leyendo, 1867. Museo de Arte de Cleveland
- Retrato de M. me Pontillon, 1869. Galería Nacional de Arte Washington, D. C.
- Retrato de M me Pontillon de soltera Edma Morisot, hermana de la artista, 1871. Museo de Orsay
- La cuna, 1872. Museo de Orsay. La pintura representa a Edma Morisot cerca de la cuna de su hija Blanche.
- Caza de mariposas, 1874. Museo de Orsay. Los personajes son Edma Morisot y sus hijas Jeanne y Blanche.

## Últimos años
El 8 de marzo de 1869 se casó con Adolphe Pontillon, un oficial naval y viejo amigo de Édouard Manet. La pareja se mudó a Lorient en Bretaña. Su carrera como artista cesó efectivamente después de su matrimonio. Pintó un retrato de su esposo y realizó algunas copias al pastel de la obra de Berthe, pero se desconoce cualquier otra producción artística durante su matrimonio. Murió en París en 1921.

## Legado
Fue incluida en la exposición de 2018 Mujeres en París 1850-1900.